# Janet McTeer

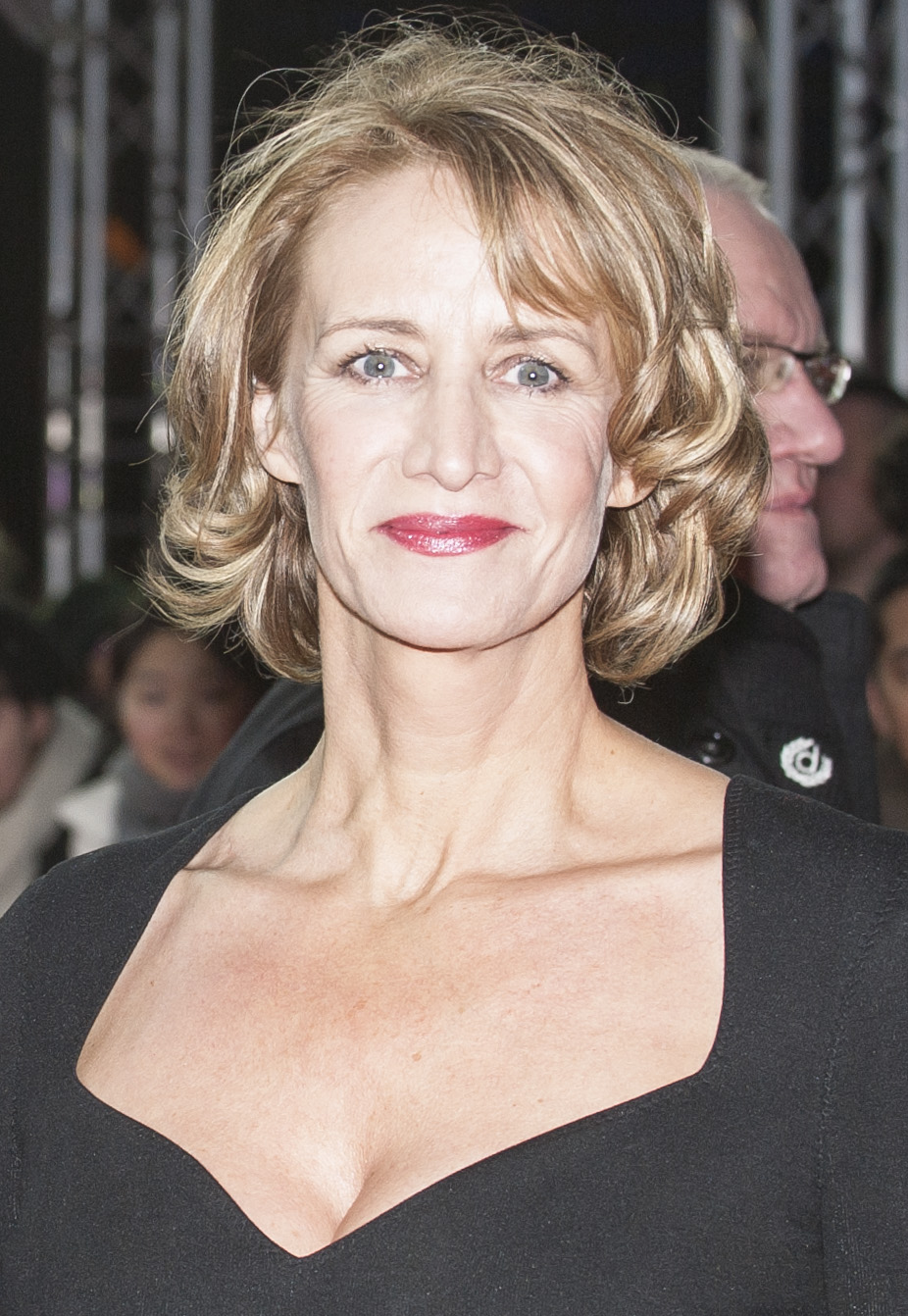
Janet McTeer (2015)

Janet McTeer, OBE (* 5. August 1961 in Newcastle upon Tyne, Tyne and Wear) ist eine britische Schauspielerin.

## Leben und Karriere
Janet McTeer absolvierte die Royal Academy of Dramatic Art in London und gab 1986 ihr Filmdebüt in Half Moon Street neben Sigourney Weaver und Michael Caine. Danach spielte sie vor allem in Fernsehproduktionen wie der BBC-Serie Porträt einer Ehe, in der sie in ihrer Rolle die Schriftstellerin Vita Sackville-West verkörperte. Für ihre Darstellung in der Broadwayaufführung von Ibsens A Doll’s House wurde ihr der Tony Award als „Beste Schauspielerin in einem Bühnenstück“ (1997), der Laurence Olivier Theatre Award als „Beste Schauspielerin in einem Bühnenstück“ (1997) und der London Critics’ Circle Theatre Award als „Beste Schauspielerin in einem Drama“ (1996) verliehen. 2000 wurde sie für den Oscar als beste Schauspielerin in Tumbleweeds nominiert. Für diese Rolle erhielt sie zudem den Independentfilm-Preis Gotham Award als „Beste Newcomerin“. 2005 war sie in einer der Hauptrollen in Terry Gilliams Film Tideland zu sehen. 2009 brachte ihr der Part der Clementine Churchill in dem Fernsehfilm Into the Storm eine Emmy-Nominierung ein. 2012 war sie für ihre Mitwirkung in Albert Nobbs sowohl beim Golden Globe als auch bei den Oscars für die beste weibliche Nebenrolle nominiert. Im Mai 2012 bekam sie eine Nebenrolle in David Gordon Greens Remake des Dario Argento Giallos Suspiria.

## Filmografie (Auswahl)
- 1985: Juliet Bravo (Fernsehserie, eine Episode)
- 1986: Gems (Fernsehserie, 2 Episoden)
- 1986: Half Moon Street
- 1987: Theatre Night (Fernsehserie, eine Episode)
- 1988: Hawks – Die Falken (Hawks)
- 1990: Porträt einer Ehe (Portrait of a Marriage, TV-Miniserie, 4 Episoden)
- 1992: Stürmische Leidenschaft (Emily Brontë’s Wuthering Heights)
- 1999: Tumbleweeds
- 2000: Waking the Dead
- 2000: The King Is Alive
- 2002: The Intended
- 2004: Agatha Christie’s Marple: Mord im Pfarrhaus
- 2005: Tideland
- 2006: As You Like It
- 2006: The Amazing Mrs Pritchard (Fernsehserie, 6 Episoden)
- 2007: Five Days (Fernsehserie, 5 Episoden)
- 2007: Daphne (Fernsehfilm)
- 2008: Sinn und Sinnlichkeit (Sense & Sensibility, TV-Miniserie, 3 Episoden)
- 2009: Jagd auf einen Mörder (Hunter, TV-Miniserie, 2 Episoden)
- 2009: Blut, Schweiß und Tränen (Into the Storm, Fernsehfilm)
- 2009: Psychoville (Fernsehserie, 2 Episoden)
- 2011: Cat Run
- 2011: Albert Nobbs
- 2012: Die Frau in Schwarz (The Woman in Black)
- 2012: Hannah Arendt
- 2012: Damages – Im Netz der Macht (Damages, Fernsehserie, 9 Episoden)
- 2012: Parade’s End – Der letzte Gentleman (Parade’s End, TV-Miniserie, 4 Episoden)
- 2013: The White Queen (TV-Miniserie, 6 Episoden)
- 2014: The Honourable Woman (TV-Miniserie, 8 Episoden)
- 2015: Angelica
- 2015: Die Bestimmung – Insurgent (Insurgent)
- 2015: Battle Creek (Fernsehserie, 13 Episoden)
- 2015: Väter und Töchter – Ein ganzes Leben (Fathers and Daughters)
- 2016: Die Bestimmung – Allegiant (Allegiant)
- 2016: Ein ganzes halbes Jahr (Me Before You)
- 2018: Marvel’s Jessica Jones (Fernsehserie, 11 Episoden)
- 2018–2020: Ozark (Fernsehserie, 17 Episoden)
- 2022: The Menu
- 2024: Kaos (Fernsehserie, 8 Episoden)
- 2025: Mission: Impossible – The Final Reckoning
- 2025: MobLand – Familie bis aufs Blut (Fernsehserie, 4 Episoden)

## Auszeichnungen
Oscar
- 2000: Nominierung als Beste Hauptdarstellerin für Tumbleweeds
- 2012: Nominierung als Beste Nebendarstellerin für Albert Nobbs

Golden Globe
- 2000: Beste Hauptdarstellerin – Komödie oder Musical für Tumbleweeds
- 2010: Nominierung als Beste Nebendarstellerin – Serie, Mini-Serie oder Fernsehfilm für Blut, Schweiß und Tränen
- 2012: Nominierung als Beste Nebendarstellerin für Albert Noobs
- 2014: Nominierung als Beste Nebendarstellerin – Serie, Mini-Serie oder Fernsehfilm für The White Queen

Emmy
- 2009: Nominierung als Nebendarstellerin in einer Miniserie oder einem Fernsehfilm für Blut, Schweiß und Tränen

Screen Actors Guild Award
- 2000: Nominierung als Beste Hauptdarstellerin für Tumbleweeds
- 2012: Nominierung als Beste Nebendarstellerin für Albert Noobs

Satellite Award
- 1999: Beste Hauptdarstellerin – Komödie/Musical für Tumbleweeds
- 2011: Nominierung als Beste Nebendarstellerin für Albert Noobs

Independent Spirit Award
- 2000: Nominierung als Beste Hauptdarstellerin für Tumbleweeds
- 2012: Nominierung als Beste Nebendarstellerin für Albert Noobs